# Casa da Pólvora (João Pessoa)
A Casa da Pólvora e dos Armamentos, ou simplesmente Casa da Pólvora, refere-se ao único remanescente dos três depósitos históricos de pólvora e armamentos construídos na cidade de João Pessoa. Um deles ficava na rua Nova (atual rua General Osório, 21), outro no Passeio Geral (rua Rodrigues Chaves) e o terceiro era a Casa da Pólvora da ladeira de São Francisco, que é a primeira rua da cidade. Com exceção desta última, as demais foram completamente destruídas pela ação do tempo.

## Histórico
A Casa da Pólvora remanescente foi construída  por ordem de carta régia do capitão-mor governador Fernando de Barros e Vasconcelos, em 10 de agosto de 1704. Foi concluída em 1710 na administração do capitão-mor governador João da Maia de Gama. Depois de tombada pelo Serviço do Patrimônio Histórico e Artístico Nacional (SPHAN), atual IPHAN, em 24 de maio de 1938, sofreu restauração e abriga hoje o Museu Fotográfico Walfredo Rodrigues, um bar turístico (o "Paiol"), entre outras atrações.
A Casa da Pólvora constitui um marco histórico, além de um símbolo do esforço colonizador português no Brasil. É um monumento de traços seiscentistas que propicia ao visitante uma lição de história e lembranças do passado. Incorporou-se no século XVIII à paisagem de João Pessoa como referência de um tempo de afirmação cultural que solidificou a identidade do povo paraibano, e hoje integra a rota dos roteiros fundamentais para o turismo no estado.
Localizada na parte alta da cidade, uma visita a sua estrutura também descortina a exuberante paisagem do estuário do Rio Paraíba, alguns quilômetros abaixo. Sua localização era estratégica em séculos anteriores quando a urbe contígua se resumia ao setor mais antigo da zona norte, já que ficava entre o Varadouro (Canal flúvio-marítimo Sanhauá) e a igreja de São Francisco, que na época holandesa era a sede militar e administrativa de um raio de dezenas e dezenas de quilômetros.